# Мо'Нік
Мо'Нік (англ. Mo'Nique), справжнє ім'я Монік Аймс (англ. Monique Imes); нар. 11 грудня 1967 року, Вудловн, штат Меріленд, США) — американська акторка й телепродюсерка. У 2010 році отримала премію Оскар за роль другого плану у фільмі «Скарб».

## Біографія
Монік народилась у Вудловні, штат Меріленд, в сім'ї Стівена Аймса-мол. і Еліс Аймс. Вона — наймолодша з чотирьох дітей.

## Особисте життя
У своєму спеціальному випуску Netflix «Мене звати Мо'Нік», випущеному у квітні 2023 року, Мо'Нік зізналася, що відчуває сексуальний потяг до жінок, заявивши, що вона «не зовсім» лесбійка, але що «коли ти народжуєшся з цим, ти абсолютно нічого не можеш з цим вдіяти. Нічого. І, будь ласка, зрозумійте, що я намагалася».

## Фільмографія
| Фільми | Фільми                                 | Фільми           | Фільми |
| Рік    | Фільм                                  | Роль             |        |
| ------ | -------------------------------------- | ---------------- | ------ |
| 2000   | 3 Strikes                              | Даглія           |        |
| 2001   | Малюк                                  | Патріс           |        |
| 2001   | В цю гру можуть грати двоє             | Діедре           |        |
| 2002   | Ні живий, ні мертвий                   | Дівчина Твітча   |        |
| 2004   | Ульотний транспорт                     | Джамік           |        |
| 2004   | Шоу зачісок                            | Пічес            |        |
| 2004   | Гарфілд (фільм)                        | Рет              |        |
| 2005   | Війна тіней                            | Прішіос          |        |
| 2005   | Доміно                                 | Латіша Родрігез  |        |
| 2006   | Фарс пінгвінів                         | Вікі             |        |
| 2006   | Товстухи                               | Джасмін Білтмор  |        |
| 2006   | Пивний бум                             | Черрі            |        |
| 2008   | Ласкаво просимо додому, Роско Дженкінс | Бетті            |        |
| 2008   | Steppin: The Movie                     | Тітка Карла      |        |
| 2009   | Скарб                                  | Мері Лі Джонстон |        |